# 네바다 대학교 라스베이거스
네바다 대학교 라스베이거스(영어: University of Nevada, Las Vegas, UNLV)는 미국 네바다주 패러다이스에 있는 대학교이다. 네바다주의 주립 대학교이다. 라스베이거스 도시의 특성상 호텔경영학과가 유명하다.

## 같이 보기
- 2023년 네바다 대학교 라스베이거스 총격